# 名为波塞冬的船只列表
波塞冬（Poseidon）曾是多个船只的名称，包括真实船只和虚构船只。

## 真实船只
- SS Poseidon（英语：SS Empire Ballad），1968至1969年间，一艘蒸汽货轮的名称。这艘船建于1941年，最初为英国政府所用，原名为Empire Ballard。
- BN Poseidon（英语：SS Empire Faun），1951至1959年间，一艘沿海油轮的名称。这艘船于1942年下水，最初名为Empire Faun。
- ST Poseidon（英语：List of Empire ships (F)#Empire Fir），1973至1976年间，一艘蒸汽拖船的名称。该船建于1941年，最初为英国政府所用，原名为Empire Fir。
- HMS Poseidon（英语：HMS Poseidon），一艘英国皇家海军的帕提亚级（Parthian-class submarine）潜艇，于1929年下水，1931年沉没。
- USS Poseidon (ARL-12)（英语：USS Poseidon (ARL-12)），一艘美国海军的阿克洛乌斯级（Achelous-class repair ship）修理船（英语：Repair ship），建于1944年，1961年售出。
- USS Lapon (SS-260)（英语：USS Lapon (SS-260)），一艘加托级（Gato）潜艇。
- 瑞典海岸警卫队船只KBV 001 Poseidon（IMO 9380441）。

## 虚构船只
- USS Poseidon，一艘美国海军攻击型核潜艇（英语：SSN (hull classification symbol)），出现在2005年的电影《Phantom Below（英语：Phantom Below）》。